# Världens bästa Karlsson
Världens bästa Karlsson (nypremiärtitel: Karlsson på taket) är en svensk film som hade biopremiär i Sverige den 2 december 1974, i regi av Olle Hellbom, baserad på Astrid Lindgrens böcker om Lillebror och Karlsson på taket.

## Handling
Filmen handlar om en liten pojke, Svante, som kallas för Lillebror, och är ganska ensam. En dag träffar han Karlsson på taket. Karlsson är skrytsam och ganska mallig. Han hävdar bestämt att han är en vacker och genomklok och lagom tjock man i sina bästa år. Lillebror är ofta ensam och blir därför glad, när Karlsson på taket flyger in i hans rum. De blir vänner, och Karlsson lär Lillebror hur man filurar. Lillebror får också hälsa på hemma hos Karlsson. Karlsson bär honom på ryggen, när han flyger och när Karlsson har feber, lagar Lillebror Kuckelimuckmedicin åt honom. Den består av hälften karameller och hälften choklad som rörs ner i lite kaksmulor. De lyckas också driva tjuvar på flykten.
Både Lillebrors kompisar och hans föräldrar tror att Karlsson på taket är en fantasifigur som bara existerar i Lillebrors hjärna. När Lillebror fyller år uppstår full kalabalik när Karlsson flyger in genom fönstret, och äntligen förstår föräldrarna att han verkligen finns. Men allt Lillebror vill är att få en liten hund.
Som födelsedagspresent får Lillebror den hundvalp han så länge eftertraktat. Han blir så upptagen av den att han glömmer Karlsson på taket. Karlsson flyger tillbaka till sitt tak. Han har nu gjort sitt för Lillebror.

## Rollista
- Lars Söderdahl – Lillebror
- Mats Wikström – Karlsson (röst av Jan Nygren)
- Catrin Westerlund – Lillebrors mamma
- Stig Ossian Ericson – Lillebrors pappa
- Staffan Hallerstam – Bosse
- Britt Marie Näsholm – Bettan
- Nils Lagergren – Krister
- Maria Selander – Gunilla
- Janne ”Loffe” Carlsson – Fille
- Gösta Wälivaara  – Rulle
- Pär Kjellin - Pelle

## Utgivning och visningar
Filmen utkom 1998 på VHS, 2002 på DVD och 2009 på Bluray.
Filmen har även klippts om till en TV-serie på fyra avsnitt som premiärvisades i Tyskland den 18 april 1976 i ZDF och i Sverige den 8 december 1984 i SVT. Dessa avsnitt innehåller sekvenser som inte finns med i filmen, exempelvis en scen där Karlsson stjäl en taxichaufförs plånbok.
Filmen finns även utgiven som ljudbok på LP, CD och digitalt.